# Grasshopper Club Zürich 2022-2023
Questa voce raccoglie le informazioni riguardanti il Grasshopper Club Zürich nelle competizioni ufficiali della stagione 2022-2023.

## Stagione
Nella stagione 2022-2023 il Grasshoppers, allenato da Giorgio Contini, concluse il campionato di Super League al 7º posto. In Coppa Svizzera il Grasshoppers fu eliminato agli ottavi di finale dal Basilea.

## Rosa
| N. |                          | Ruolo | Calciatore          |
| -- | ------------------------ | ----- | ------------------- |
| 1  | Portogallo (bandiera)    | P     | André Moreira       |
| 6  | Albania (bandiera)       | C     | Amir Abrashi        |
| 7  | Germania (bandiera)      | C     | Tsiy William Ndenge |
| 8  | Svizzera (bandiera)      | C     | Giotto Morandi      |
| 9  | Kosovo (bandiera)        | A     | Shkelqim Demhasaj   |
| 10 | Svizzera (bandiera)      | C     | Petar Pusic         |
| 14 | Portogallo (bandiera)    | D     | Tomás Ribeiro       |
| 15 | Giappone (bandiera)      | D     | Ayumu Seko          |
| 17 | Svizzera (bandiera)      | C     | Dion Kacuri         |
| 20 | Svizzera (bandiera)      | C     | Noah Blasucci       |
| 22 | Nigeria (bandiera)       | A     | Francis Momoh       |
| 23 | Germania (bandiera)      | C     | Meritan Shabani     |
| 25 | Guinea-Bissau (bandiera) | D     | Nadjack             |
| 27 | Azerbaigian (bandiera)   | A     | Renat Dadaşov       |

| N. |                       | Ruolo | Calciatore          |
| -- | --------------------- | ----- | ------------------- |
| 28 | Slovacchia (bandiera) | C     | Christián Herc      |
| 31 | Svizzera (bandiera)   | D     | Dominik Schmid      |
| 33 | Austria (bandiera)    | D     | Georg Margreitter   |
| 34 | Giappone (bandiera)   | D     | Teruki Hara         |
| 41 | Svizzera (bandiera)   | D     | Noah Loosli         |
| 52 | Svizzera (bandiera)   | C     | Samuel Marques      |
| 56 | Kosovo (bandiera)     | A     | Leonardo Uka        |
| 57 | Svizzera (bandiera)   | C     | Filipe de Carvalho  |
| 71 | Svizzera (bandiera)   | P     | Justin Hammel       |
| 73 | Kosovo (bandiera)     | D     | Florian Hoxha       |
| 77 | Ungheria (bandiera)   | D     | Bendegúz Bolla      |
| 93 | Francia (bandiera)    | P     | Lévi Ntumba         |
| 95 | Brasile (bandiera)    | A     | Guilherme Schettine |
|    | Giappone (bandiera)   | C     | Hayao Kawabe        |

## Organigramma societario
Area tecnica
- Allenatore: Giorgio Contini
- Allenatore in seconda: Erminio Piserchia, Romain Villiger
- Preparatore dei portieri: Jörg Stiel
- Preparatori atletici: Florian Klausner, Philippe Hasler

## Calciomercato

### Sessione estiva
| Acquisti | Acquisti            | Acquisti             | Acquisti |
| R.       | Nome                | da                   | Modalità |
| -------- | ------------------- | -------------------- | -------- |
| A        | Leonardo Uka        | Sciaffusa            |          |
| P        | Manuel Kuttin       | ?                    |          |
| A        | Guilherme Schettine | Braga                |          |
| A        | Renat Dadaşov       | Wolverhampton U23    |          |
| C        | Meritan Shabani     | Wolverhampton U23    |          |
| A        | Shkelqim Demhasaj   | Winterthur           |          |
| P        | Justin Hammel       | Stade Lausanne-Ouchy |          |
| C        | Tsiy William Ndenge | Lucerna              |          |

| Cessioni | Cessioni          | Cessioni             | Cessioni |
| R.       | Nome              | a                    | Modalità |
| -------- | ----------------- | -------------------- | -------- |
| P        | Mateo Matic       | Thun Berner Oberland |          |
| D        | Baba Souare       | Servette             |          |
| A        | Leonardo Uka      | Sciaffusa            |          |
| D        | Allan Arigoni     | Lugano               |          |
| C        | Bruno Jordão      | Wolverhampton U23    |          |
| P        | Marius Kaiser     | Freiburger           |          |
| D        | Ermir Lenjani     | Ümraniyespor         |          |
| A        | Leonardo Bonatini | Wolverhampton        |          |
| C        | Nuno Da Silva     | Aarau                |          |
| C        | Elmin Rastoder    | Vaduz                |          |
| A        | Brayan Riascos    | Metalist             |          |
| A        | Kaly Sène         | Basilea              |          |
| A        | Vasco Paciência   | Benfica U23          |          |

### Sessione invernale
| Acquisti | Acquisti    | Acquisti        | Acquisti |
| R.       | Nome        | da              | Modalità |
| -------- | ----------- | --------------- | -------- |
| D        | Teruki Hara | Shimizu S-Pulse |          |

| Cessioni | Cessioni        | Cessioni      | Cessioni |
| R.       | Nome            | a             | Modalità |
| -------- | --------------- | ------------- | -------- |
| D        | Li Lei          | Beijing Guoan |          |
| A        | Jeong Sang-bin  | Wolverhampton |          |
| C        | Simone Stroscio | Sciaffusa     |          |

## Risultati

### Super League

#### Prima fase, girone di andata
| Arbitro: | Dudic |

|           |           |             |
| Burch 32’ | Marcatori | 38’ Dadaşov |

| Arbitro: | Horisberger |

|                 |           |                  |
| Kawabe 12’, 47’ | Marcatori | 79’ (rig.) Celar |

| Arbitro: | Schärer |

|           |           |             |
| Nsame 31’ | Marcatori | 49’ Dadaşov |

| Arbitro: | Piccolo |

|                           |           |                      |
| Momoh 20’ Ndenge 45’, 69’ | Marcatori | 5’ Lath 12’ Schubert |

| Arbitro: | Horisberger |

|                          |           |                         |
| Stojilković 22’ Poha 67’ | Marcatori | 56’ Ribeiro 63’ Dadaşov |

| Arbitro: | Wolfensberger |

|                                       |           |                    |
| Antunes 44’ Stevanović 79’ Fofana 90’ | Marcatori | 20’ (aut.) Severin |

| Arbitro: | Gianforte |

|                                   |           |  |
| Kacuri 27’ Ribeiro 60’ Kawabe 62’ | Marcatori |  |

| Arbitro: | Bieri |

|                                                         |           |                    |
| Ndoye 3’ Zeqiri 17’ Augustin 59’, 68’ (rig.) Burger 72’ | Marcatori | 31’ (rig.) Morandi |

| Arbitro: | Fähndrich |

|           |           |                |
| Bolla 49’ | Marcatori | 14’ Marchesano |

#### Prima fase, girone di ritorno
| Arbitro: | Kanagasingam |

|                                             |           |                                                 |
| Ndenge 5’ Schettine 8’ Bolla 36’ Kawabe 69’ | Marcatori | 34’ Stojilković 75’ Zuffi 82’ Balotelli 84’ Sio |

| Arbitro: | Cibelli |

|            |           |  |
| Ramizi 51’ | Marcatori |  |

| Arbitro: | Horisberger |

|                 |           |                                    |
| Kawabe 67’, 72’ | Marcatori | 56’, 60’ (rig.) Fofana 77’ Pflücke |

| Arbitro: | Cibelli |

|                     |           |                                       |
| Džemaili 90’ (rig.) | Marcatori | 30’, 51’ Schettine 45’ Pusic 90’ Herc |

| Arbitro: | Cibelli |

|          |           |                          |
| Herc 43’ | Marcatori | 9’, 65’ Sorgić 23’ Burch |

| Arbitro: | Staubli |

|                               |           |          |
| Guillemenot 20’ Stillhart 55’ | Marcatori | 48’ Herc |

| Arbitro: | Dudic |

|             |           |  |
| Dadaşov 34’ | Marcatori |  |

| Arbitro: | Cibelli |

|                 |           |                         |
| de Carvalho 90’ | Marcatori | 38’ Fassnacht 78’ Imeri |

| Arbitro: | San |

|             |           |            |
| Aliseda 88’ | Marcatori | 42’ Kawabe |

#### Seconda fase, girone di andata
| Arbitro: | Schnyder |

|            |           |  |
| Kawabe 90’ | Marcatori |  |

| Arbitro: | Fähndrich |

|                |           |                    |
| Bedia 30’, 59’ | Marcatori | 57’ (rig.) Dadaşov |

| Arbitro: | Schnyder |

|                    |           |                |
| Dadaşov 30’ (rig.) | Marcatori | 66’, 73’ Tosin |

| Arbitro: | von Mandach |

|            |           |  |
| Frýdek 76’ | Marcatori |  |

| Arbitro: | Fähndrich |

|            |           |              |
| Karlen 33’ | Marcatori | 5’ Schettine |

| Arbitro: | Wolfensberger |

|                           |           |               |
| Dadaşov 41’ Schettine 63’ | Marcatori | 47’ Rodríguez |

| Arbitro: | Wolfensberger |

|               |           |                           |
| Itaitinga 37’ | Marcatori | 22’ Shabani 71’ Schettine |

| Arbitro: | Horisberger |

|                       |           |           |
| Shabani 41’ Pusic 67’ | Marcatori | 30’ Celar |

| Arbitro: | Piccolo |

|                       |           |  |
| Zesiger 73’ Nsame 88’ | Marcatori |  |

#### Seconda fase, girone di ritorno
| Arbitro: | Kanagasingam |

|             |           |                                   |
| Ribeiro 63’ | Marcatori | 45’ Balotelli 46’ Sio 81’ Cyprien |

| Arbitro: | San |

|                  |           |                     |
| Buess 86’ (rig.) | Marcatori | 3’ Herc 45’ Dadaşov |

| Arbitro: | Turkes |

|                                                            |           |               |
| Demhasaj 23’ Pusic 42’, 78’ (rig.) Lustenberger 49’ (aut.) | Marcatori | 31’ Fassnacht |

| Arbitro: | Horisberger |

|                                            |           |              |
| Aliseda 25’, 78’ Amoura 59’, 64’ Celar 70’ | Marcatori | 45’ Demhasaj |

| Arbitro: | Kanagasingam |

|                        |           |                                 |
| Shabani 7’ Morandi 67’ | Marcatori | 40’ Severin 51’, 82’ Stevanović |

| Arbitro: | Horisberger |

|                       |           |  |
| Kawabe 68’ Loosli 76’ | Marcatori |  |

| Arbitro: | Cibelli |

|                          |           |          |
| Kamberi 24’ Džemaili 54’ | Marcatori | 8’ Pusic |

| Arbitro: | Piccolo |

|                        |           |                      |
| Demhasaj 3’ Ndenge 81’ | Marcatori | 26’ Lath 90’ Görtler |

| Arbitro: | Wolfensberger |

|                            |           |          |
| Amdouni 50’, 69’ Ndoye 81’ | Marcatori | 90’ Herc |

### Coppa Svizzera
| Arbitro: | San |

|  |           |                                               |
|  | Marcatori | 23’ Momoh 40’ (rig.) Pusic 70’, 87’ Schettine |

| Arbitro: | Gianforte |

|  |           |                                     |
|  | Marcatori | 55’ Pusic 65’ Demhasaj 80’ Blasucci |

| Arbitro: | Fähndrich |

|                                  |           |                                                    |
| Seko 31’, 73’ Dadaşov 53’ (rig.) | Marcatori | 29’ Kade 45’ (rig.) Frei 48’, 90’ Amdouni 63’ Nuhu |

## Statistiche

### Statistiche di squadra
| Competizione   | Punti | In casa | In casa | In casa | In casa | In casa | In casa | In trasferta | In trasferta | In trasferta | In trasferta | In trasferta | In trasferta | Totale | Totale | Totale | Totale | Totale | Totale | DR |
| Competizione   | Punti | G       | V       | N       | P       | Gf      | Gs      | G            | V            | N            | P            | Gf           | Gs           | G      | V      | N      | P      | Gf     | Gs     | DR |
| -------------- | ----- | ------- | ------- | ------- | ------- | ------- | ------- | ------------ | ------------ | ------------ | ------------ | ------------ | ------------ | ------ | ------ | ------ | ------ | ------ | ------ | -- |
| Super League   | 44    | 18      | 9       | 3       | 6       | 35      | 29      | 18           | 3            | 5            | 10           | 21           | 35           | 36     | 12     | 8      | 16     | 56     | 64     | -8 |
| Coppa Svizzera | -     | 1       | 0       | 0       | 1       | 3       | 5       | 2            | 2            | 0            | 0            | 7            | 0            | 3      | 2      | 0      | 1      | 10     | 5      | +5 |
| Totale         | 44    | 19      | 9       | 3       | 7       | 38      | 34      | 20           | 5            | 5            | 10           | 28           | 35           | 39     | 14     | 8      | 17     | 66     | 69     | -3 |

### Andamento in campionato
| Giornata  | 1 | 2 | 3 | 4 | 5 | 6 | 7 | 8 | 9 | 10 | 11 | 12 | 13 | 14 | 15 | 16 | 17 | 18 | 19 | 20 | 21 | 22 | 23 | 24 | 25 | 26 | 27 | 28 | 29 | 30 | 31 | 32 | 33 | 34 | 35 | 36 |
| --------- | - | - | - | - | - | - | - | - | - | -- | -- | -- | -- | -- | -- | -- | -- | -- | -- | -- | -- | -- | -- | -- | -- | -- | -- | -- | -- | -- | -- | -- | -- | -- | -- | -- |
| Luogo     | T | C | T | C | T | T | C | T | C | C  | T  | C  | T  | C  | T  | C  | C  | T  | C  | T  | C  | T  | T  | C  | T  | C  | T  | C  | T  | C  | T  | C  | C  | T  | C  | T  |
| Risultato | N | V | N | V | N | P | V | P | N | N  | P  | P  | V  | P  | P  | V  | P  | N  | V  | P  | P  | P  | N  | V  | V  | V  | P  | P  | V  | V  | P  | P  | V  | P  | N  | P  |
| Posizione | 4 | 2 | 4 | 2 | 3 | 5 | 4 | 6 | 6 | 7  | 7  | 7  | 6  | 7  | 8  | 7  | 7  | 7  | 6  | 7  | 7  | 7  | 7  | 7  | 7  | 6  | 7  | 7  | 5  | 5  | 6  | 6  | 5  | 6  | 6  | 7  |

Legenda:

Luogo: C = Casa; T = Trasferta. Risultato: V = Vittoria; N = Pareggio; P = Sconfitta.

### Statistiche dei giocatori
| Giocatore      | Super League | Super League | Super League | Super League | Coppa Svizzera | Coppa Svizzera | Coppa Svizzera | Coppa Svizzera | Totale   | Totale | Totale      | Totale     |
| Giocatore      | Presenze     | Reti         | Ammonizioni  | Espulsioni   | Presenze       | Reti           | Ammonizioni    | Espulsioni     | Presenze | Reti   | Ammonizioni | Espulsioni |
| -------------- | ------------ | ------------ | ------------ | ------------ | -------------- | -------------- | -------------- | -------------- | -------- | ------ | ----------- | ---------- |
| A. Abrashi     | 27           | 0            | 8            | 0            | 1              | 0              | 0              | 0              | 28       | 0      | 8           | 0          |
| N. Blasucci    | 2            | 0            | 0            | 0            | 1              | 1              | 0              | 0              | 3        | 1      | 0           | 0          |
| B. Bolla       | 33           | 2            | 8            | 0            | 2              | 0              | 0              | 0              | 35       | 2      | 8           | 0          |
| R. Dadaşov     | 34           | 8            | 11           | 0            | 1              | 1              | 1              | 0              | 35       | 9      | 12          | 0          |
| S. Demhasaj    | 13           | 3            | 1            | 0            | 2              | 1              | 0              | 0              | 15       | 4      | 1           | 0          |
| J. Hammel      | 9            | 0            | 0            | 0            | 3              | 0              | 0              | 0              | 12       | 0      | 0           | 0          |
| T. Hara        | 12           | 0            | 0            | 0            | 1              | 0              | 0              | 0              | 13       | 0      | 0           | 0          |
| C. Herc        | 32           | 5            | 9            | 0            | 3              | 0              | 1              | 0              | 35       | 5      | 10          | 0          |
| F. Hoxha       | 2            | 0            | 0            | 0            | 0              | 0              | 0              | 0              | 2        | 0      | 0           | 0          |
| S. Jeong       | 7            | 0            | 1            | 0            | 2              | 0              | 0              | 0              | 9        | 0      | 1           | 0          |
| D. Kacuri      | 13           | 1            | 0            | 0            | 1              | 0              | 0              | 0              | 14       | 1      | 0           | 0          |
| H. Kawabe      | 33           | 9            | 4            | 0            | 2              | 0              | 0              | 0              | 35       | 9      | 4           | 0          |
| M. Kuttin      | 0            | 0            | 0            | 0            | 0              | 0              | 0              | 0              | 0        | 0      | 0           | 0          |
| L. Li          | 6            | 0            | 1            | 0            | 1              | 0              | 0              | 0              | 7        | 0      | 1           | 0          |
| N. Loosli      | 30           | 1            | 4            | 2            | 2              | 0              | 1              | 0              | 32       | 1      | 5           | 2          |
| G. Margreitter | 17           | 0            | 1            | 0            | 1              | 0              | 0              | 0              | 18       | 0      | 1           | 0          |
| S. Marques     | 0            | 0            | 0            | 0            | 0              | 0              | 0              | 0              | 0        | 0      | 0           | 0          |
| F. Momoh       | 11           | 1            | 2            | 0            | 1              | 1              | 0              | 0              | 12       | 2      | 2           | 0          |
| G. Morandi     | 32           | 2            | 2            | 0            | 1              | 0              | 0              | 0              | 33       | 2      | 2           | 0          |
| A. Moreira     | 28           | 0            | 3            | 0            | 0              | 0              | 0              | 0              | 28       | 0      | 3           | 0          |
| N. Nadjack     | 7            | 0            | 1            | 0            | 2              | 0              | 0              | 0              | 9        | 0      | 1           | 0          |
| T. Ndenge      | 27           | 4            | 4            | 0            | 2              | 0              | 0              | 0              | 29       | 4      | 4           | 0          |
| L. Ntumba      | 0            | 0            | 0            | 0            | 0              | 0              | 0              | 0              | 0        | 0      | 0           | 0          |
| P. Pusic       | 34           | 5            | 4            | 0            | 3              | 2              | 0              | 0              | 37       | 7      | 4           | 0          |
| T. Ribeiro     | 27           | 3            | 7            | 0            | 1              | 0              | 0              | 1              | 28       | 3      | 7           | 1          |
| G. Schettine   | 18           | 6            | 6            | 0            | 2              | 2              | 0              | 0              | 20       | 8      | 6           | 0          |
| D. Schmid      | 34           | 0            | 6            | 0            | 2              | 0              | 0              | 0              | 36       | 0      | 6           | 0          |
| L. Seji        | 0            | 0            | 0            | 0            | 0              | 0              | 0              | 0              | 0        | 0      | 0           | 0          |
| A. Seko        | 31           | 0            | 5            | 1            | 3              | 2              | 0              | 1              | 34       | 2      | 5           | 2          |
| M. Shabani     | 26           | 3            | 2            | 1            | 3              | 0              | 0              | 0              | 29       | 3      | 2           | 1          |
| S. Stroscio    | 0            | 0            | 0            | 0            | 2              | 0              | 1              | 0              | 2        | 0      | 1           | 0          |
| L. Uka         | 0            | 0            | 0            | 0            | 0              | 0              | 0              | 0              | 0        | 0      | 0           | 0          |
| F. de Carvalho | 19           | 1            | 0            | 0            | 3              | 0              | 0              | 0              | 22       | 1      | 0           | 0          |